# Otto Heinrich von Laxdehnen
Otto Heinrich von Laxdehnen (* 1717 in Schettnienen; † 4. April 1802 in Spittels) war ein preußischer Generalmajor, Chef des Füsilierregiments Nr. 51 und Amtshauptmann von Zinna und Rügenwalde.

## Leben
Die insgesamt drei Brüder der Familie Laxdehnen wurden am 20. April 1731 unter König Friedrich Wilhelm I. in den Adelsstand erhoben. Otto von Laxdehnens Vater war der Dragoner-Hauptmann Johann Laxdehnen, der am 2. Juni 1732 in den Adelsstand erhoben wurde.
Von Laxdehnen war beim Leibregiment der Garde, als der bisherige König, Friedrich Wilhelm I., starb. Ihm folgte im Jahre 1740 Friedrich II. Dieser strukturierte seine Armee um, indem er  viele seiner Offiziere auf andere Regimenter verteilte. So wurde auch Laxdehnen am 4. August 1740 beim neuen 1. Bataillon der Leibgarde als bisheriger Fähnrich, mit dem Rang eines Sekondeleutnants zugeordnet. Am 27. Oktober 1745 wurde er Premierleutnant, im Oktober 1754 Stabshauptmann, im Juli 1756 Kompaniechef und kurz danach Major. Im Jahr 1761 wurde er zum Oberstleutnant befördert und am 1. Mai 1761 Kommandant der Festung Küstrin. Im Mai des Jahres 1765 wurde er zum Oberst und im Januar 1770 zum Generalmajor ernannt. Im Jahr 1773 übernahm er das neuerrichtete Füsilierregiment „Krockow“ Nr. 51 und verlor das Regiment noch im selben Jahr.
Laxdehnen hat im Ersten und Zweiten Schlesischen Krieg sowie im Siebenjährigen Krieg gedient. Für seine Verdienste wurde er von König Friedrich II. mehrfach belohnt. Dazu erhielt er am 6. Mai 1765 die Amtsmannschaft von Zinna und am 14. Dezember 1769 die von Rügenwalde. 1770 bekam er den Orden Pour le Mérite. Am 10. Januar 1773 erhielt er wegen einer Krankheit seine Dienstentlassung.
1802 starb er unverheiratet.